# Wesołówka (powiat łęczyński)
Wesołówka – wieś w Polsce położona w województwie lubelskim, w powiecie łęczyńskim, w gminie Puchaczów. Obok miejscowości przepływa niewielka rzeka Świnka, dopływ Wieprza.
W latach 1975–1998 miejscowość należała administracyjnie do województwa lubelskiego.
Wieś stanowi sołectwo gminy Puchaczów. Według Narodowego Spisu Powszechnego z roku 2011 wieś liczyła  mieszkańców.